# Monte Okmok
Il  Monte Okmok è il punto più elevato di un'ampia caldera, di 9.5 km di diametro, formatasi circa 2.400 anni fain seguito al collasso di un vasto vulcano a scudo. Il complesso costituisce per intero la parte Nord-Orientale dell'isola di Umnak, nella Aleutine.
Il fondo della caldera è attualmente caratterizzato da una serie di coni, alcuni dei quali tuttora attivi, e da un piccolo lago, parte rimanente di uno più antico che riempiva tutta la caldera, posto a Nord dove la stessa è profondamente scavata.

## Anomalie climatiche causate dalle sue eruzioni
Il vulcano ebbe due forti eruzioni nel 45. A.C. e nel 43 A.C. Tali eruzioni provocarono numerose anomalie climatiche in tutto l'emisfero settentrionale, ricordate in particolare nell'impero romano e in quello cinese: a Roma colpirono in particolare la popolazione in quanto cominciarono in concomitanza della morte di Giulio Cesare .